# Ledničko, vyprávěj!
Ledničko, vyprávěj! je zábavná kulinářská show, kterou vysílá TV Nova vždy v neděli dopoledne. Moderuje ji Veronika Beskydiarová.

## Princip
Veronika Beskydiarová si vždy pozve dva hosty, kteří přinesou surovinu, která je zadáním. Následně se utkají v duelu po boku Přemka Forejta a Jana Punčocháře, aby uvařili z dané suroviny jídlo pro nedělní oběd. Diváci ve studiu následně hlasováním vyberou vítěze – držitele řádu červené ledničky

## Seznam dílů

### 1. řada (2024–2025)
| Č. v pořadu | Č. v řadě | Tým Přemka Forejta        | Tým Jana Punčocháře | Zadané suroviny                 | Vítězný tým         | Skóre | Datum premiéry     |
| ----------- | --------- | ------------------------- | ------------------- | ------------------------------- | ------------------- | ----- | ------------------ |
| 1           | 1         | Zlata Adamovská           | Ondřej Měšťák       | Květák a Raclette               | Tým Jana Punčocháře | 17:23 | 3. listopadu 2024  |
| 2           | 2         | Petr Švancara             | Natálie Otáhalová   | Vepřová konzerva a Lilek        | Tým Přemka Forejta  | 24:16 | 10. listopadu 2024 |
| 3           | 3         | Jiří Beran                | Chantal Poullain    | Paprika a Červené víno          | Tým Jana Punčocháře | 17:23 | 17. listopadu 2024 |
| 4           | 4         | Tomáš Matonoha            | Lucie Benešová      | Nakládané okurky a Červená řepa | Tým Jana Punčocháře | 16:24 | 24. listopadu 2024 |
| 5           | 5         | Pavel Horváth             | Veronika Kašáková   | Vepřové koleno a Brambory       | Tým Přemka Forejta  | 21:19 | 1. prosince 2024   |
| 6           | 6         | Michal Kempný             | Dana Morávková      | Rump steak a Lišky              | Remíza              | 20:20 | 8. prosince 2024   |
| 7           | 7         | Andrea Güttlerová         | Matěj Houška        | Jalovec a Kapr                  | Tým Jana Punčocháře | 11:29 | 15. prosince 2024  |
| 8           | 8         | Věra Mikulcová            | Matěj Šust          | Krůtí maso a Parmazán           | Tým Jana Punčocháře | 18:22 | 5. ledna 2025      |
| 9           | 9         | Rey Koranteng             | Lucie Borhyová      | Med a Králičí maso              | Tým Jana Punčocháře | 15:25 | 12. ledna 2025     |
| 10          | 10        | Justýna Drábková          | Jana Bernášková     | Rýžové nudle a Krůtí maso       | Tým Přemka Forejta  | 25:15 | 19. ledna 2025     |
| 11          | 11        | Martina Viktorie Kopecká  | Vlasta Plamínek     | Olivy a Pstruh                  | Tým Jana Punčocháře | 18:22 | 26. ledna 2025     |
| 12          | 12        | Jana Poštová              | Aleš Kuda           | Mleté maso a Mrkev              | Tým Jana Punčocháře | 14:26 | 2. února 2025      |
| 13          | 13        | Tonya Graves              | Adam Plachetka      | Javorový sirup a Houby          | Tým Jana Punčocháře | 12:28 | 9. února 2025      |
| 14          | 14        | Helena Fléglová           | Jiří Michal         | Mascarpone a Krkovice           | Tým Přemka Forejta  | 28:12 | 16. února 2025     |
| 15          | 15        | Jonáš Zima                | Karel Zima          | Chřest a Mléko                  | Tým Jana Punčocháře | 12:28 | 23. února 2025     |
| 16          | 16        | Martin Hranáč             | Klára Brodecká      | Játra a Pivo                    | Tým Jana Punčocháře | 17:23 | 2. března 2025     |
| 17          | 17        | Marie Tomsová             | Alexander Hemala    | Vepřové ocásky a Hruška         | Tým Jana Punčocháře | 18:22 | 9. března 2025     |
| 18          | 18        | Richard Konkolski         | Vendula Pizingerová | Hrášek a Vepřový bůček          | Tým Přemka Forejta  | 29:11 | 16. března 2025    |
| 19          | 19        | Markéta Sluková           | Michal Kurtiš       | Hořčice a Jehněčí maso          | Tým Jana Punčocháře | 6:34  | 23. března 2025    |
| 20          | 20        | Alena Štréblová           | Jiří Štrébl         | Okurka a Kachní maso            | Tým Přemka Forejta  | 30:10 | 30. března 2025    |
| 21          | 21        | Andrea Sestini Hlaváčková | Marian Jelínek      | Mozzarella a Křen               | Tým Přemka Forejta  | 22:18 | 6. dubna 2025      |
| 22          | 22        | Klára Vytisková           | Pavel Šporcl        | Krevety a Hlávkový salát        | Tým Přemka Forejta  | 25:15 | 13. dubna 2025     |
| 23          | 23        | Vojtěch Vodochodský       | Ivan Vodochodský    | Olomoucké tvarůžky a Dršťky     | Tým Jana Punčocháře | 9:31  | 20. dubna 2025     |
| 24          | 24        | Ha Thanh Špetlíková       | Jan Spratek         | Mango a Kopr                    | Tým Jana Punčocháře | 14:26 | 27. dubna 2025     |
| 25          | 25        | Berenika Kohoutová        | Petr Pěknic         | Špenát a Ananas                 | Tým Přemka Forejta  | 38:2  | 4. května 2025     |
| 26          | 26        | Tomáš Ujfaluši            | Kateřina Ujfaluši   | Vejce a Těstoviny               | Tým Přemka Forejta  | 21:19 | 11. května 2025    |